# San Antonio de Eduardo Avaroa
San Antonio de Eduardo Avaroa (auch nur: San Antonio) ist eine Ortschaft im Departamento La Paz im südamerikanischen Andenstaat Bolivien.

## Lage im Nahraum
San Antonio liegt in der Provinz Caranavi und ist zentraler Ort im Cantón Eduardo Avaroa im Municipio Alto Beni. Die Ortschaft liegt auf einer Höhe von 449 m am linken, südlichen Ufer des Río Alto Beni, dem Oberlauf des Río Beni.

## Geographie
San Antonio liegt in den bolivianischen Yungas östlich der Anden-Gebirgskette der Cordillera Real.
Die mittlere Durchschnittstemperatur der Region liegt bei etwa 28 °C, der Jahresniederschlag beträgt fast 1600 mm (siehe Klimadiagramm Palos Blancos). Die Region weist ein ausgeprägtes Tageszeitenklima auf, die Monatsdurchschnittstemperaturen schwanken im Jahresverlauf nur unwesentlich zwischen 25 °C im Juni/Juli und 29 °C im November/Dezember. Die Monatsniederschläge liegen unter 100 mm von Mai bis September und erreichen Werte von mehr als 200 mm von Dezember bis Februar.

## Verkehrsnetz
San Antonio liegt in einer Entfernung von 254 Straßenkilometern nordöstlich von La Paz, der Hauptstadt des gleichnamigen Departamentos.
Von La Paz führt die Nationalstraße Ruta 3 über Coroico und Caranavi in nordöstlicher Richtung bis zur Brücke über den Río Beni. Vor der Brücke zweigt eine unbefestigte Landstraße in östlicher Richtung von der Ruta 3 ab und erreicht flussaufwärts nach 31 Kilometern San Antonio.

## Bevölkerung
Die Einwohnerzahl des Ortes ist in den vergangenen beiden Jahrzehnten deutlichen Schwankungen unterworfen gewesen:
| Jahr | Einwohner | Quelle       |
| ---- | --------- | ------------ |
| 1992 | 280       | Volkszählung |
| 2001 | 1 025     | Volkszählung |
| 2012 | 884       | Volkszählung |
| 2024 |           | Volkszählung |